# Лугін Дмитро Євгенович
Дмитро Євгенович Лугін (рос. Дмитрий Евгеньевич Лугин; 1 квітня 1990, м. Хабаровськ, СРСР) — російський хокеїст, правий нападник. Виступає за «Амур» (Хабаровськ) у Континентальній хокейній лізі. 
Вихованець хокейної школи «Амур» (Хабаровськ). Виступав за «Динамо» (Москва), МХК «Динамо» (МХЛ), «Амурські Тигри» (Хабаровськ) (МХЛ). 